# ماريا إيزكويردو
ماريا إيزكويردو (بالإسبانية: María Izquierdo Huneeus)‏ هي ممثلة تشيلية، ولدت في 15 ديسمبر 1960 في سانتياغو في تشيلي.

## أعمال

### أفلام
- (2008) حمل الرب

## وصلات خارجية
- ماريا إيزكويردو على موقع IMDb (الإنجليزية)
- ماريا إيزكويردو على موقع ألو سيني (الفرنسية)
- ماريا إيزكويردو على موقع أول موفي (الإنجليزية)
- ماريا إيزكويردو على موقع قاعدة بيانات الفيلم (الإنجليزية)
- ماريا إيزكويردو على موقع كينوبويسك (الروسية)